# Пърл Сити (Хаваи)
Пърл Сити (на английски: Pearl City) е град, разположен на остров Оаху, щата Хаваи, САЩ. Пощенският му код е 96782. Оахо е 3 по големина остров в Хавай.

## География
Градът се намира на 21°24'30" северна ширина и 157°58'1" западна дължина.

## Демографски данни
Населението е 47 698 души (по данни от 2010 г.), а гъстотата – 2021 д./km². Някои данни за състава му:
- 16% от населението са от европеидната раса
- 2,9% са афроамериканци
- 0,3% са коренни американци
- 53,2% са азиатци
- 6,15% е коренното население
- 1,1% са от други раси

## Личности
- Джейсън Скот Лий, известен като Брус Лий.